# Енер Валенсија
Енер Ремберто Валенсија Ластра (шп. Enner Remberto Valencia Lastra; 4. новембар 1989) је еквадорски фудбалер. Игра на позицији нападача, а тренутно наступа за Фенербахче и за репрезентацију Еквадора.

## Репрезентативна каријера
Дана 15. јуна 2014, у првом мечу репрезентације Еквадора на Светском првенству против Швајцарске, дао је гол главом у поразу од 2:1. У другом мечу Валенсија је постигао оба гола у победи над Хондурасом 2:1.
Дана 8. октобра 2021, у квалификацијама за Светско првенство 2022. против Боливије, Валенсија је постигао 32. и 33. репрезентативни гол, поставши најбољи стрелац репрезентације Еквадора свих времена.
Дана 20. новембра 2022. године постигао је први гол на Светском првенству 2022. против Катара. Био је стрелац и другог гола на утакмици.

## Трофеји
Спорт Емелек
- Првенство Еквадора (1) : 2013.